# Jerónimo Dómina
Jerónimo Dómina (Santa Fe, Argentina; 17 de octubre de 2005) es un futbolista argentino. Juega como delantero y su actual equipo es Unión de Santa Fe de la Liga Profesional.

## Trayectoria

### Unión de Santa Fe
Nacido en Santa Fe, Jerónimo Dómina comenzó a jugar desde muy chico en la Escuelita de Fútbol del club Unión, luego hizo todo el camino de las divisiones formativas hasta que en 2021 fue promovido al plantel de Reserva con tan sólo 15 años.
En 2022 fue incluido en la lista de buena fe de 50 jugadores para la Copa Sudamericana, aunque no tuvo ninguna chance y siguió desempeñándose en el equipo de Reserva, donde comenzó a tener destacadas actuaciones.
Ya en 2023 el entrenador Gustavo Munúa lo llevó a la pretemporada con el plantel profesional y lo hizo debutar oficialmente con la camiseta tatengue el 30 de enero, en el empate 0-0 como visitante ante Banfield: ese día ingresó a los 28 del ST en reemplazo de Imanol Machuca.

## Clubes
- Actualizado al 7 de mayo de 2025

| Club                | Div.                | Temporada           | Liga | Liga | Copa Nacional | Copa Nacional | Copa Internacional | Copa Internacional | Total | Total |
| Club                | Div.                | Temporada           | PJ   | G    | PJ            | G             | PJ                 | G                  | PJ    | G     |
| ------------------- | ------------------- | ------------------- | ---- | ---- | ------------- | ------------- | ------------------ | ------------------ | ----- | ----- |
| Unión Argentina     |                     |                     |      |      |               |               |                    |                    |       |       |
| 1.ª                 | 2023                | 21                  | 3    | 14   | 0             | -             | -                  | 35                 | 3     |       |
| 1.ª                 | 2024                | 17                  | 4    | 8    | 0             | -             | -                  | 25                 | 4     |       |
| 1.ª                 | 2025                | 12                  | 0    | 1    | 1             | 4             | 0                  | 17                 | 1     |       |
| Total               | Total               | 50                  | 7    | 23   | 1             | 4             | 0                  | 77                 | 8     |       |
| Total en su carrera | Total en su carrera | Total en su carrera | 50   | 7    | 23            | 1             | 4                  | 0                  | 77    | 8     |